# 尼奧寵物
尼奧寵物是一个网上宠物游戏。这个网站是亞當·鮑威爾（Adam Powell）和唐娜·威廉姆斯（Donna Williams）於1999年11月15日對公眾開放。该公司曾属于Viacom所有。2014年3月17日尼奧宣布已被JumpStart公司收購。

## 綜述

### 初始
尼奧寵物®的最初構想來自亞當。

### 尼奧寵物2.0
在2007年4月26日，尼奧寵物換上了全新的版面，名為「尼奧寵物2.0」。在新版面裡，用戶當前活躍的寵物資料被獨立了出來，放在版面的左面，並容許用戶對寵物進行個性化設置（例如：換上購買的衣服），使各寵物可有各自的特色。而原來在左面的選單則移到了頂部廣告之下。由於新的功能在推出時還未完全開發，所以有很多新功能都要在推出之後一段時間才完善，在2008年已經完成。

### 現實世界的活動
尼奧寵物亦有其他商業活動，如：電視遊戲機遊戲的發售、尼奧寵物的集換式遊戲卡、雜誌等。用戶亦可在eBay選購各式各樣的尼奧寵物紀念品及特色商品。而近日，尼奧點數開始在eBay網站被用作真實交易和轉售，根據服務條款的第一條，這些交易並不為尼奧寵物所容許。

## 語言文字
雖然公司設於美國，但是它的創始人是英國人，站點保留了英式拼法。除了英語之外，網站總共有10種其他語言文字：荷蘭文、葡萄牙文、德文、法文、義大利文、西班牙文、簡體中文、繁體中文、日文和韓文，但翻譯完成度是不一的。日文、義大利文和韓語已於2008年底停止翻譯更新。從2015年3月起，荷蘭文、簡體中文和繁體中文的尼奧寵物頁面亦停止更新，只保留英語、法文、德文、葡萄牙文和西班牙文。
此外尼奧寵物有限公司亦經營一個亞洲分部，部分是由淡馬錫控股所持股的一個由新加坡政府掌管的公司Green Dot Capital所擁有。因此，系統的中文翻譯都有當地人負責，而遊戲的繁體中文介面也經常出現未轉換的簡體字出現。

## 統計
在2004年5月，市場調查公司尼爾森/NetRatings發表了一篇對於尼奧寵物的調查。調查指出，人們在一個月中大約會使用約3小時去玩尼奧寵物，較調查中其他遊戲為高。在2005年，一個與尼奧寵物聯營的電視遊戲生產商引述每個月都有約3500萬名單一用戶、1100萬個單一IP地址拜訪尼奧寵物網站，合共約40億頁面瀏覽次數。這生產商亦指有二成的用戶是已滿18歲的成年人，而餘下的八成用戶的年齡中位數約為14歲。截至2013年7月29日，尼奧寵物主人總數（帳戶數）有191,415,554，合共飼養有279,555,693隻尼奧寵物，即平均每個帳戶擁有1.460隻寵物。總頁覽達1,072,642,570,000次。

## 遊戲平台設定

### 領養寵物
每人最多可以建立5個尼奧寵物帳戶，而每個帳戶最多可以領養四隻尼奧寵物（付费用户可以领养五只），但不可以使用這些帳號來獲取不正當的利益，比如用多个账号来拜访大雪怪。

2017年10月18日，尼奧寵物開放免費用戶的第五個寵物欄位（付费用户新增為六隻）

2019年11月19日，為了慶祝尼奧寵物營運滿20周年，免費用戶開放第六個欄位（付费用户為七隻）

### 適當照顧
儘管尼奧寵物永遠不會死掉或餓死，遊戲者必須照顧和餵養他們的寵物。他們也能夠閱讀書籍和在競技場中互相戰鬥，以及得到寵物玩伴，甚至更細的寵物玩伴伴。忽視尼奧寵物會使他們不高興，後果可能造成他們變得沮喪、憂鬱。

### 犯規
如果尼奧居民觸犯 尼奧寵物條款 裡的規則，他們的帳號將會根據過往紀錄和違規嚴重程度被警告甚至限時以致永久禁言，更甚者會被限時或永久凍結。被警告會收到警告信（尼奧郵件）。禁言期間帳號將不能使用任何與其他帳號通訊的功能，包括收發尼奧郵件、使用討論區（包括瀏覧或留言）、變更寵物查找/寵物頁面/帳號查找等等，還原預設值和接收官方訊息則不在此限。被凍結表示使用者就不能進入帳號，並在登入帳號時顯示凍結原因。如果是被誤告，尼奧寵物亦有一個回覆表格作聯繫。

## 尼奧世界
整個遊戲發生在（或環繞於）尼奧世界這顆行星上。在以前，這顆星球只有半面是開放的，對於尼奧世界的另一面好像有著些許的暗示。終於在2006年6月24日，尼奧終於開放尼奧世界的另一面。每個地段都有各自獨特商店、遊戲、和活動用來搭配各自的主題風格。

### 尼奧寵物
| A | 阿卡拉（Acara） 愛莎（Aisha）                                                                                            |
| B | 布瑪鼠（Blumaroo） 波利（Bori） 冰企鵝（Bruce） 巴茲 （Buzz）                                                            |
| C | 恰恰（Chia） 喬比（Chomby） 稀兔（Cybunny）                                                                              |
| D | 特雷（Draik） |
| E | 艾非象（Elephante） 艾瑞（Eyrie）                                                                                        |
| F | 浮深（Flotsam） |
| G | 傑樂（Gelert） 諾卜（Gnorbu） 嗝龍（Grarrl） 宇宙滾豆（Grundo）                                                          |
| H | 西嘶（Hissi） |
| I | 義茜（Ixi） |
| J | 劫鯊（Jetsam） 毛毛（JubJub）                                                                                            |
| K | 卡奇（Kacheek） 可愛牛（Kau） 奇扣（Kiko） 開心魚（Koi） 高飛蝠（Korbat） 酷爪虎（Kougra） 狂妄龍（Krawk） 奇俐（Kyrii） |
| L | 萊尼（Lenny） 獵奔（Lupe） 魯塔利（Lutari）                                                                              |
| M | 米卡（Meerca） 朦朦豬（Moehog） 明晰猴（Mynci）                                                                          |
| N | 凝莫（Nimmo） |
| O | 歐格（Ogrin） |
| P | 海駒（Peophin） 撲客（Poogle） 特翼俚（Pteri）                                                                           |
| Q | 趣蛙（Quiggle） |
| R | 銳影（Ruki） |
| S | 熾灼龍（Scorchio） 旋柔（Shoyru） 史棘龍（Skeith）                                                                       |
| T | 特克（Techo） 噸努犀（Tonu） 土海牛（Tuskaninny）                                                                        |
| U | 天馬（Uni） 友鼠（Usul）                                                                                                 |
| V | 范戴克（Vandagyre） |
| W | 臥吉（Wocky） |
| X | 范戴克（Vandagyre） |
| Y | 悠霸（Yurble） |
| Z | 藏法龍（Zafara） |

## 尼奧寵物活動一覽

### 遊戲

#### Flash Player/Shockwave/3D Life Player運作的遊戲
尼奧寵物網站裡有許多不同種類的小遊戲，玩家可以玩這些遊戲獲取尼奧點數作交易用途，這些遊戲大多是Flash Player、Shockwave或3D Life Player運作的遊戲。這些遊戲的分數與尼奧點數的兌換率都有所不同，一天內最多可以發送三次分數，每次最多1000尼奧點數。（某些遊戲例外）技巧高超的玩家更能贏得遊戲獎盃或用戶頭像。為了慶祝尼奧寵物的生日，每年的11月15日至11月22日都可以發送五次分數。
尼奧寵物每天會選出一個遊戲作為每天的遊戲精選，當玩家發送分數時，可以獲得多一倍的尼奧點數。而每次發送的尼奧點數限制也會變成2000尼奧點數。如你擁有「幸運太空精靈護身符」（只要你是尼奧付費會員而又曾經推薦別人加入便會擁有）的話，便會隨機地令你獲得多一倍的尼奧點數。另外，參加遊戲「世界挑戰」則能贏取更多的獎品。

#### 網絡遊戲
尼奧寵物有許多網絡遊戲，以PHP形式出現，如「絨毛玩具大亨」和「聖甲蟲21點」。這類遊戲還有一些是每日更新的，如精靈縱橫字謎。另外，「尼奧索禮」和「尼奥索禮II」遊戲特別讓玩家扮演角色，與怪物戰鬥、打敗壞蛋。

#### 精靈索禮
在尼奧世界裡有多種精靈：火精靈、光明精靈、大地精靈、空氣精靈、黑暗精靈、水精靈、噴泉精靈、太空精靈、牙齒精靈、灰精靈等，由精靈女王菲歐娜統領。部分精靈有時會向在線的玩家要求物品，稱做精靈索禮，若能將指定物品給予精靈，可獲得相關獎賞。這些物品有些可以在商店買得到，但亦有些要用戶玩過某一種遊戲，還要達到一定級數才可以得到。（牙齒精靈不會要求用戶協助尋找一件物品，但是會給用戶一些尼奧點數和用戶頭像）

#### 競技場
尼奧寵物可以在競技場與其他寵物競技：你可以邀約其他朋友，或向其他不認識的人挑戰。此外，競技場內亦有單人賽，容許用戶讓寵物挑戰這裡的NPC角色。競技場於2013年改版，一併改變提升寵物技能值的瓶裝精靈外型及規則，舊有用戶技能須從頭開始，但可獲得獎盃與NP等補償。
若寵物要參加競技，武器及防具都是必不可少的。而在戰爭活動開始的時候，許多療傷藥水或一次性競技場用品的價格都會水漲船高。

#### 鑰匙索禮
尼奧寵物於2008年10月18日正式開放，鑰匙索禮的玩法仿照大富翁的玩法，二人至四人遊戲，擲骰子以決定移動步數，在不同的格子中，玩家會有不同的遭遇。在特定圖案的格子上，玩家能獲得能量增值（類似能力卡片、魔法卡片)或不同顏色的鑰匙，也有機會啟動小遊戲，小遊戲的勝利者可獲得一把鑰匙或一張能量增值當作獎勵。集滿二到五把不同顏色的鑰匙（收集鑰匙數量依開房時的選擇而異），再到達終點為勝，其他名次根據持有鑰匙的數量來決定。
完成賽事後，收集到要求數量的顏色鑰匙而又到達終點的玩家為勝利者，其餘則會以收集到的鑰匙顏色數量排名。得到相同鑰匙顏色數量的玩家排名亦相同。即使玩家收集到多於一條相同顏色的鎖匙，也不會影響排名。
所有玩家都會獲得獎勵鑰匙。（除開始時選擇收集2、3或4把鑰匙而玩家有2、3或4名）第一名至第四名的玩家，分別會得到金、銀、銅、鉛鑰匙（指四人戰），然後可於拱頂屋領取獎品。得到的獎品會隨鑰匙等級有所不同。
隨著尼奧寵物更新伺服器，鑰匙索禮在2014年9月停止營運。

#### 天天鬥你玩
天天鬥你玩是年度活動，玩家可於活動期間參與不同的遊戲挑戰，初期活動方式可決定挑戰難度較高的角色AAA或難度較低的角色阿碧潔爾，挑戰成功便能獲取指定獎品。2013年AAA參加露營活動因此由查德瑞克取代，擔任每日挑戰的對手。2014-2015年活動方式更改為玩家選擇不同隊伍，如太陽或月亮，隊伍有不同性質的每日遊戲挑戰目標與獎勵。

#### 阿塔都盃
因世界盃足球賽的風潮帶起，從2006年開始，每年約6月的時候開始進行的球賽。
在2010年，18個尼奧世界各主題派來的隊伍互相競爭，每隊包含守門員共五名球員。尼奧玩家要選擇喜歡的隊伍加入，並在比賽期間為自己支持的隊伍拿下比對手更多的勝場數。使用的球叫做悠遊球，共有六種型態：普通、雪、火、變種、機械、精靈、達瑞岡，球的特性會影響射門時的速度或軌跡。玩家也可以選擇加油遊戲來支持自己的隊伍。比賽結束後會根據玩家的貢獻給予遊戲獎盃及兌換點數，點數可以在阿塔都盃獎品商店兌換阿塔都盃相關物品。

### 收集

#### 物品展覽館
尼奧世界有形形色色的物品可供收集。玩家可選擇收集有興趣、稀有或昂貴的物品放進他們的展覽館，並逐一分類，一共可分多达20类。

#### 尼奧屋
尼奧屋的每個房間可用一定數目的尼奧點數購得。家具可以放進尼奧屋，並擴增購買（安全系统、地毯、中央暖氣系統、牆紙、燈、保險等）。主要目的通常是想試著贏得眾人注目的獎項或是展示這些物品並收集。
2008年8月8日開放了尼奧屋2.0。

#### 用戶頭像
在尼奧寵物裡，設有許多討論區，可供尼奧玩家討論尼奧世界發生的事。每個使用者都可以用一個圖案來代表自己，而這個代表自己的圖案就是用戶頭像。
除了一般用戶頭像外，還有不少秘密用戶頭像，需要經由特殊的事件、拜訪特定的網頁或獲得某樣物品來得到。另外，尼奧世界也為這個收集行為設立了一個高分榜。
寵物在開心（一般狀態下的情況都是這樣）、傷心（肚子餓或情緒不好）、生氣（除特殊情況如在競技場對戰或登入時輸入錯誤密碼時很少出現）或生病時，都會有各自不同的表情。

#### 其他
其他選擇包含虛擬的收集卡（不是「TCG」卡片）、郵票、貝殼和珍幣，他們可以被收集進收集本/集郵冊裡。

### 設計

#### 筆刷
尼奧居民可以給予他們的寵物除了基本色彩之外的不同選擇。購買或是撿到（於罕見的事件中）一支筆刷，也能讓寵物轉變成不同的風格，像是「海盜」或是「皇族」。有些色彩不能夠經由筆刷來獲得，例如「機械」和“恶意坏心肠扑客”，唯有透過使用秘密實驗室的射線來取得。一种特殊的尼奥宠物是恰恰，需要通过喂给宠物恰恰特殊的“魔法恰恰泡”来让宠物变成特殊的毛色，如“苹果”或“凤梨”。泉水精靈也能夠讓寵物漆上任何色彩（冰、皇族、機械、MSPP、友蘇琪、趣蛙奇、海綿，這些色彩都是當你在完成泉水精靈索禮後，獲得免費到彩虹池上色時無法改變的色彩。）泉水精灵索礼可通过两种方式获得，随机事件或精靈索礼活動。

#### 個性化設置
尼奧寵物的新版面，容許用戶對寵物進行個性化設置，可依喜好裝扮成不同風格。可穿戴的物品包含背景、服飾與物品，在圖示一角有穿戴標誌可供分辨，部分服飾會在名稱加上種族名稱表示限制單一種族穿戴。可穿戴物品經由放入服飾櫃後，可供寵物穿戴使用。有些筆刷色彩帶有專屬的風格服飾也可以透過個性化設置取下或穿上，比如海盜和皇族。
NC中心（NC Mall）亦有販售可穿戴物品，與使用尼奧點數做交易的尼奧世界商店不同，NC中心使用的交易貨幣為尼奧現金（NC），需經由刷卡或第三方支付工具付費購買。幣值每1,000尼奧現金 = 10美元。

#### 競賽
尼奧寵物提供不同的創作與藝術解謎競賽。尼奧時報為尼奧寵物定期發行的電子報，內容包含短篇故事、編輯問答、漫畫、連載小說及專題。詩歌比賽大約一週兩次，供尼奧相關主題詩歌投稿。故事接龍比賽是由玩家來接續短篇故事主題。台詞大賽是由官方發布的圖片中，為角色配上情境相關台詞，由觀眾票選票數較高者贏得獎盃。選美大賽中，玩家可以投稿自行繪製或製作自家寵物的圖片或照片，由玩家票選，得獎作品將於畫廊展示。萊尼謎語涉及高中至大學程度的數理知識，也有部份跟尼奧寵物本身相關，需要對尼奧寵物有一定程度的認識才能答對。神秘圖片為每期一張出自尼奧世界的一小塊圖片，挑戰者需依顏色及形狀尋找該圖片出處。

### 交易活動

#### 商店
遊戲者透過尼奧點數購買物品。購買物品可以到主要商店，而這些商店中會自動進貨（隨機進貨，有時會有8分鐘至1小時）。
除了尼奧世界的商店，每個玩家都可以設立自己的玩家商店，銷售在尼奧世界裡得到的物品。若欲尋找其他玩家販售的商品，可使用商店魔法師尋找價格999,999NP以下的商品。當玩家有精靈索禮任務時不能使用商店魔法師。

#### 股市
尼奧寵物的股票市場簡化了現實世界的股票交易模式，股票的漲跌與尼奧世界的新聞或趨勢沒有太大關係。玩家只能購買每股15np或以上的股票，每天最多買進1000股股票，賣出則不受限制，賣出股票必須支付20np的手續費。
尼奧世界中可能會誕生新的股份公司，各股份公司也有可能是會破產的，但是尼奧世界自2005年1月底之後，再也沒有新股份公司誕生或者是原有的股份公司破產的事件發生。如果遭遇到股份公司破產，而手上又擁有此公司的股票，只能將此公司的股份拋售，或者是留存紀念。

#### 交易站
專門提供玩家和玩家之间的交易，最多可一次交易10件物品，交易金额上限为2,000,000np。卖家可以在交易中说明想要的np或者物品，选择接受或者拒绝买家的报价。每个交易都会在两周之后自动结束。当一个交易开始之後，15分钟内不能结束或取消。

#### 拍卖行
提供玩家另一個販售方式，將物品放至拍賣行讓其他玩家競標，賣家可設定拍賣的時間長度、起標價及加價間距。200np以下的商品不能拍賣這條規定阻止大部分的垃圾物品進入拍賣行參與競標。

### 尼奧社交群體

#### 協會
有着同樣愛好的玩家可以加入或共同創立協會。它們可以是與尼奧無關的主題，例如為名人、特定的原因、目標或共同的喜好。在各個協會裡都有獨立的討論區，只有該協會的成員才能進入使用。協會也有可能提供一定的好處給它的成員，像是協會專屬的商店、提供免費食物或物品的彩券、「新丁禮包」，以及一些有用的小秘訣。不同的協會也有對於在等級晉升上有不同的要求，通常伴隨著適當的利益以及地位增加。

#### 討論區
在尼奧討論區中，用戶可以設計自己的尼奧 HTML和簽名。用戶可以按討論區頁面上方的聊天設定來進入設定頁面。
- 尼奧HTML

尼奧HTML是用戶在討論區發表時預設的文字格式，這些字可以是中文、英文、符號等，而這些文字格式可能可以反映用戶的個性。要注意的是，這個必須含有「neoHTML」字眼，以標示發表時的文字內容。
- 尼奧簽名

尼奧簽名是用戶在討論區發表時預設顯示在發表的文字下面的字，這些字可以是中文、英文、符號等，當尼奧簽名不是空白時，尼奧會自動加入「-------------------------」來分隔發表時的文字內容和尼奧簽名。

### 劇情與活動
尼奧寵物不定時推出劇情與活動，以更新遊戲內容（例如加入或更新地區地圖）。視故事的設計及發展，玩家可以閱讀故事、解謎、玩遊戲、與敵人在競技場內對戰等活動。有時候，玩家甚至需要與其他玩家合作。在每個劇情與活動完結之後，玩家都會得到相應的禮品獎賞。不過，當參與的玩家人數眾多、或者涉及比較繁複的情節，領取禮品的時間可能花費甚久。

### 愚人節
尼奧寵物喜愛在愚人節跟大家開玩笑，大部分在愚人節發放的消息都不是真的，而特殊效果會在愚人節結束時跟著消失。下面詳細介紹：
- 2001年：「尼奧寵物 Makeovers」給尼奧寵物新的名字和新的樣貌。
- 2002年：竊賊惡魔把一些用戶的保險箱一掃而空。
- 2003年：尼奧寵物（Neopets）變成「Neopetz」，一個「較酷」的網站！現在它看起來更棒而且再也沒有尼奧點數了，一切東西都免費，包括隱秘塔裡那些非常昂貴的東西。
- 2004年：將不再有法文、意大利文、西班牙文、韓文、日文和中文網站。我們會集中精力發展一個新的外文……拉丁文！ 對不起啦！如果你的拉丁文有點生銹，這是練習的好機會，要不，還是可以回去玩英文的。
- 2005年：50種新的寵物推出，尼奧工作人員聲還稱他們釋放所有新寵物；令人意外的是，官方日後舉辦了一場投票，票數最高者得以正式實裝。最後結果由拉瑪米亞（Llamameeah）獲得最高票當選，他成為了現今的諾卜，而部分其他的候選寵物則成為了寵物玩伴。並且，他們聲稱從今以後，你可以擁有10只尼奧寵物！這一年的變種日中尼奧把所有寵物的顯示圖示毛色轉為變種，使得許多寵物被大量的拋棄，一度造成寵物孤兒院擠塞。
- 2006年：頁面右上角突然出現了一個小框框。尼奧表示為使用戶瀏覽順利、及因應通貨膨脹，用戶須支付一些「Np」給尼奧。「尼奧收費」是以瀏覽頁數多寡為收費標準的收費模式，每瀏覽一頁需支付約3np的費用。若你按了「馬上付款」，你會看到一個頁面告訴你系統可能需要一整天來處理你的帳單。
- 2007年：競技場和其他相關的所有東西（包括競技場討論區，所有競技場記錄，競技場商店和隱秘塔，以及寵物的查看）都被移除。有些高級用戶宣稱他們沒有收到任何通知，他們可以買武器，但不能戰鬥。
- 2008年：只要完成問卷，就會不斷出現「尼奧伙伴（測試版）」的信息，滋擾用戶。
- 2009年：尼奧寵物站表示將以尼奧植物（Neoplants）取代尼奧寵物，同時銀行的利率也被調低，銀行職員的服裝變成了一個大木桶。湯博拉大抽獎中，湯博拉指他欠1np去經營，但即使捐多少np也好，仍出現此信息。
- 2010年：3D競技場、部份字詞在討論區變為「口香糖」、惡作劇倉庫。（本條內容參考 尼奧寵物介紹網站）
- 2011年：讓寵物感染一種叫「死刻疫」的疾病。參與這次的愚人節活動有機會得到可穿戴物品「極熾熱湯背景」。
- 2012年：商店魔法師呈現暈眩狀態，搜尋物品名稱價格會出現隨機的名稱和表情符號，但連結的物品是正確的。
- 2013年：出現一個頁面表示尼奧寵物將推出新產品如單機遊戲、尼奧食物真實版、甚至尼奧角色的簽名肖像。
- 2014年：出現隨機事件，玩家將被隨機代養到一隻孤兒院的寵物，隨機事件會採累積代養，該些寵物可以被餵食或喝蛻變藥水永久變色，後期甚至可以修飾寵物以至給玩具他們玩耍，但不能進行裝扮或進競技場等其他功能，節日過後即消失，回到孤兒院。
- 2015年：用戶邊欄變成 JumpStart 主題，與尼奧寵物風格大相逕庭，偏3D繪圖成像感，且主題出現非尼奧寵物角色；探險頁面變成 JumpStart 版本，由星球形式轉為地圖形式。愚人節過後，JumpStart主題變為可選用的邊欄主題之一保留下來。
- 2016年：新增了「尼奧寵物財富計算器」聲稱可以幫玩家計算他們帳號的價值並加入一些高地位會員專屬的俱樂部，計算過程需要一段非常長的時間（共三十項因素，每項約耗時十到三十分鐘）最後，計算器宣布每一個帳號都是「無價之寶」每一位參與計算的玩家都能獲得可穿戴物品「無價胸針」。
- 2017年：關閉競技場，取而代之的是推出了類似競技場的「競友場」（Befriending Dome）寵物們不再是依靠戰鬥比出勝負，而是跟對方做朋友。為了紀念競友場開放，任何在當天拜訪競友場頁面的帳號都能獲得物品「Rose of Friendship」。此外，TNT也舉辦了三種新毛色的人氣投票，分別是「棉花糖」、「倒置」跟「模糊」，最後因為三者票數太過接近，TNT決定將三種毛色加在一起，變成「棉倒糊」（MarshInvBluDo）毛色。
- 2018年：尼奧寵物官方宣布即將在中國大陸興建一座尼奧寵物主題樂園，預計2020下半年開放。除了餐廳跟購物商場組成的「尼奧市中心」以外，還有由鬼怪森林、奇扣湖、神秘島、布瑪島跟精靈仙境五座主題，共32項遊樂設施。除此之外，官方也聲稱2020年將開設尼奧寵物專屬的電視台--NeopetsTV。
- 2019年：慈善角落預先向玩家公布日後對於玩家慷慨捐贈的「回報」，聲稱除了有能在輸掉競技場的時候回到選擇頁面再來一次的「時光倒流」、還有可能會贏得稀有甚至已停產郵票的「神秘轉輪」等其他兌換獎勵。
- 2020年：曾經出現在2003年愚人節玩笑「Neopetz」的腳色-- "Nick Neopia"重新設計了整個網站[9]，並聲稱要做出諸如「倒置文字」、「神秘連結」(每個連結都導向隨機頁面)、「13D遊戲」（比3D多了10D）等改變。在這期間，尼奧寵物的任何網頁都有機會出現傾斜，甚至是整個被倒置的情況。
- 2021年：尼奧宣布推出串流媒體服務neoVISION+，提供尼奧世界角色出演的節目與電影，並提供節目簡介與預告片。neoVISION+提供不同的訂閱方案，並宣稱所有訂閱方案的利率都會永久提高，會使玩家逐漸但不可避免的破產。
- 2022年：推出了一款全新的美食外送平台App「DungDash!」號稱只要在家就能嘗遍整個尼奧世界的各個美食，舉凡精靈仙境美食到暴虐大地美食，甚至是各個由大便做的食物。

## 尼奧付費會員
尼奧付費會員每月要付7.99美元，或年費69.95美元。付費會員可以享用特別優惠，如得到太空精靈隨機事件送出物品、每星期五得到太空精靈刮刮卡、會員專屬競技場、會員專屬討論區、第五隻尼奧寵物（隨著普通用戶的第五隻乃至第六隻的開放，付費會員的欄位已增至七隻）、超級商店魔法師、在方尖石塔選擇的派別在該輪戰鬥贏出並有為派別提供足夠貢獻時，除普通的恩賜還可另行選擇會員專用恩賜、罕有物品、太空精靈用戶頭像、每月的高級用戶收集卡、每月的高級用戶尼奧現金收藏品等。付費會員亦可得到太空精靈邊欄主題，從而擺脫網站廣告。
如果一個用戶在享用付費會員服務時被凍結的話，他必須被解凍才能繼續該項服務，並且和普通玩家使用相同溝通渠道。

## 現實商品
尼奧寵物現在製造多種現實商品，包括絨毛娃娃、貼紙和手攜電腦和錄影遊戲。商品在許多主流商行零售，譬如沃爾碼、Target和Limited Too。還有其他網上販商介入，99dogs.com是第一間發售尼奧寵物商品的商行。
2003年10月，Wizards of the Coast發行具收藏性的遊戲咭Neopets Trading Card Game，這是根據網上角色和故事大綱而設計的，在遊戲咭商店、沃爾碼和Target發售。迄今已發售六套遊戲咭（基地設置的和五個擴展系列），第六個系列在最近開始發售。大部分遊戲咭的發行跟故事或網上的劇情有關。這成為另一具爭議性的營銷策略，同時吸引和流失不同玩家。
2004年，日本索尼（Sony）旗下的索尼電腦娛樂（Sony Computer Entertainment America Inc.）宣佈《Neopets: The Darkest Faerie》即將發行，可在PS one和PlayStation遊戲控制臺執行。但是，他們在2005年3月證實，已經開始為PlayStation 2重新編製遊戲。
2005年3月，尼奧寵物職員證實開始了製作尼奧寵物電影的工作，但推出日期不斷延遲，而目前，尼奧把推出日期延遲到2023年。
2005年8月15日到16日，尼奧寵物在香港開活動，名為「大件事喇」。2009年，尼奧在PC、Wii和DS三個平台發行neopets puzzle adventure，
2020年2月11日，尼奧寵物在其FB官方粉絲專頁宣布將與Beach House Pictures公司合作，推出尼奧寵物的動畫。

## 爭議
遊戲網站曾引起多項爭議，當中主要包括以下四項：
1. 涉及賭博的遊戲（例如形似花旗骰、德州撲克的牌桌類遊戲），對兒童玩家的心智發展有一定影響。
2. 大量放置贊助者產品的「置入性行銷」，令玩家感到煩厭。[來源請求]
3. 公司行政總裁的「山達基教」信仰。
4. 對玩家私隱的侵犯：在頁面結尾的廣告碼中，會把玩家的年齡及性別在URL以明碼的形式傳送到Viacom的廣告伺服器 viacom.adbureau.net[] 裡。

## 外部連結
- 官方網址
- 尼奧時報
- 尼奧網站的官方新聞稿
- 所有在wikia的尼奧寵物百科